# Anna Giacometti
Pour les articles homonymes, voir Giacometti.
Anna Giacometti, née le 8 septembre 1961 à Samedan (originaire de Bregaglia), est une personnalité politique grisonne, membre du Parti libéral-radical et conseillère nationale depuis décembre 2019. 

## Biographie
Elle grandit à Castasegna, à la frontière avec l'Italie. 
À 16 ans, elle déménage à Zuoz pour y étudier à l'école de commerce, puis travaille à Coire après avoir passé une année en Angleterre. Elle travaille ensuite à Lisbonne et à Milan pour la Direction consulaire du Département fédéral des affaires étrangères,.
Elle est mère de deux fils et vit en couple avec son compagnon à Stampa,. Le sculpteur Alberto Giacometti est le cousin de sa grand-mère maternelle et le peintre Augusto Giacometti fait partie de la branche paternelle de sa famille.

## Parcours politique
Elle est syndique et membre de l'exécutif de la commune de Bregaglia de 2010 à juin 2020. En cette qualité, elle a été au front lors de la catastrophe de Bondo. Elle déclare en mars 2020 vouloir quitter l'exécutif de Bregaglia pour la fin juin de la même année,,,. Elle laisse sa charge de syndique à Fernando Giovanoli, son vice-syndic, qui entre en fonction le 1er juillet 2020,.
Elle est élue au Conseil national en 2019 et réélue en 2023. Elle siège dans la Commission de politique extérieure (CPE), de même que dans la Commission de rédaction.
En juin 2020, elle est chargée par le Conseil d'État grison en tant que « commissaria governativa » (commissaire gouvernementale) de remédier à la situation politico-institutionnelle dans la commune de Roveredo GR.